# Kozjak (otok)
Kozjak je nenaseljeni otočić u Jadranskom moru.
Nalazi se u Ilovičkim vratima, čineći njihovu sjeveroistočnu među.
Sa sjeverozapadne strane mu se nalazi otok Lošinj, od kojega ga dijeli Prolaz Kozjak. 
S južne strane mu se nalaze otoci Sveti Petar i Ilovik. Ploveći prema sjeveroistoku bi se došlo na Vele i Male Orjule.
Njegova površina iznosi 0,21 km². Dužina obalne crte iznosi 1,77 km. Najviši vrh iznosi 38 mnm.